# Giao điểm thủy triều
Điểm Amphidromos (còn gọi là giao điểm thủy triều) là điểm có biên độ bằng 0 của một thành phần điều hòa của thủy triều. Biên độ thủy triều (biên độ đỉnh - đỉnh, hoặc chênh lệch chiều cao giữa triều cao và triều thấp) cho thành phần điều hòa đó tăng lên theo khoảng cách từ điểm này.
Thuật ngữ điểm amphidromos có nguồn gốc từ tiếng Hy Lạp amphi (vòng quanh) và dromos (chạy), để nói tới các thủy triều xoay vòng quanh chúng.

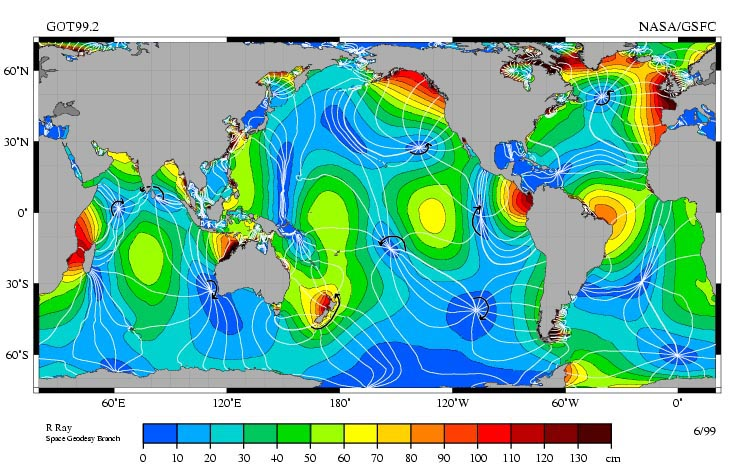
Thành phần thủy triều M_{2} (bán nhật triều mặt trăng chính) với biên độ chỉ ra theo màu. Các đường màu trắng là các đường đồng pha thủy triều đặt cách nhau với các khoảng pha 30° (khoảng trên 1 h). Các điểm Amphidromos là các khu vực màu xanh lam nơi các đường màu trắng hội tụ lại.

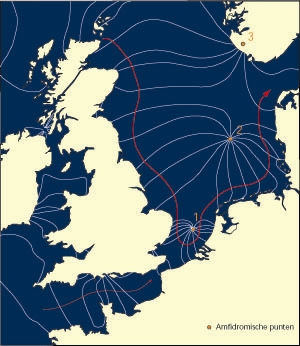
Hệ thống Amphidromos của thành phần M_{2} tại Biển Bắc. Các đường màu lam nhạt là các đường có pha thủy triều bằng nhau đối với thủy triều theo chiều dọc (độ cao bề mặt) dọc theo đường như vậy, còn các điểm amphidromos được ký hiệu là 1, 2 và 3.

Các điểm Amphidromos xảy ra là do hiệu ứng Coriolis và giao thoa trong các bồn trũng đại dương, biển và vịnh tạo ra một kiểu sóng — gọi là hệ thống amphidromos — xoay quanh điểm amphidromos. Tại các điểm amphidromos của thành phần thủy triều chủ chốt gần như không có chuyển động dọc từ tác động thủy triều. Tại đây có thể có các dòng thủy triều do các mức nước ở các bên của điểm amphidromos không như nhau. Một hệ thống amphidromos tách biệt được tạo ra bởi mỗi thành phần thủy triều có chu kỳ.
Ở phần lớn các khu vực thì thành phần "bán nhật triều mặt trăng chính", có ký hiệu là M2, là thành phần thủy triều lớn nhất, với biên độ chiếm khoảng một nửa biên độ thủy triều tổng thể. Có các điểm đồng pha thủy triều nghĩa là chúng đạt tới triều cao cùng một lúc cũng như triều thấp cùng một lúc. Trong hình kèm theo thì triều thấp sớm hoặc muộn khoảng 1h 2phút so với các đường cận kề. Nơi các đường gặp nhau là các amphidromos, và thủy triều xoay vòng quanh chúng; chẳng hạn dọc theo bờ biển Chile, và từ miền nam Mexico tới Peru, thủy triều lan truyền về phía nam, trong khi từ Baja California tới Alaska thì thủy triều lan truyền về phía bắc.

## Các điểm Amphidromos trong thành phần thủy triềuM2
Dựa vào hình kèm theo, tập hợp các điểm amphidromos theo chiều kim đồng hồ bao gồm:
- Bắc Seychelles
- Gần Enderby Land
- Ngoài khơi Perth, Australia.
- Đông New Guinea
- Nam đảo Phục Sinh
- Tây quần đảo Galapagos
- Bắc Queen Maud Land

Các điểm amphidromos ngược chiều kim đồng hồ bao gồm:
- Gần Sri Lanka
- Bắc New Guinea
- Tại Tahiti
- Giữa Mexico và Hawaii
- Gần quần đảo Leeward
- Đông Newfoundland
- Giữa Rio de Janeiro và Angola
- Đông Iceland

Các đảo Madagascar và New Zealand là các điểm amphidromos theo nghĩa là thủy triều chạy xung quanh chúng (ngược chiều kim đồng hồ trong cả hai trường hợp) trong khoảng 12,5 h, nhưng biên độ của các thủy triều trên các bờ biển của chúng tại một số nơi là lớn.